# Przedstawicielstwo Regionalne Komisji Europejskiej we Wrocławiu
Przedstawicielstwo Regionalne Komisji Europejskiej we Wrocławiu – część unijnej sieci reprezentacji Komisji Europejskiej w krajach członkowskich, jednej z siedmiu traktatowych organów Unii Europejskiej. Powołane przez Brukselę biura, są punktem łączącym Brukselę z państwem członkowskim oraz samorządami lokalnymi.
Rolą Przedstawicielstwa jest dostarczanie obywatelom i mediom informacji związanych z unijnymi kwestiami, ale również informowanie Komisji Europejskiej w Brukseli o sytuacji w kraju dotyczących politycznych, społecznych i gospodarczych przemian. Sieć współpracujących z Komisją Europejską w Brukseli instytucji, zapewnia współudział w podejmowaniu decyzji.

## Działalność
Przedstawicielstwo organizuje debaty publiczne, seminaria dotyczące kwestii, którymi na bieżąco zajmuje się Unia. Spotkania są bezpłatne i otwarte dla każdego.
Przedstawicielstwo udostępnia bezpłatne publikacje dotyczące Unii Europejskiej, specyficzne dane i ekspertyzy. Przedstawicielstwo Regionalne regularnie organizuje spotkania oraz bierze udział w wydarzeniach w rejonie objętym działaniem wrocławskiego biura (w województwach dolnośląskim, lubuskim, opolskim, wielkopolskim i zachodniopomorskim).
Adresatami działań są obywatele, media oraz przedstawiciele władz rządowych i samorządowych, instytuty badawcze, think-tanki oraz organizacje pozarządowe.
Komisja Europejska posiada swoje Przedstawicielstwa w 28. państwach członkowskich. Poza nimi działają również Przedstawicielstwa Regionalne w Barcelonie, Belfaście, Bonn, Cardiff, Edynburgu, Marsylii, Mediolanie, Monachium i we Wrocławiu.

## Podział organizacyjny
- Komunikacja i protokół dyplomatyczny
- Polityka i gospodarka
- Informacja i media
- Sekretariat

## Spotkania w Domu Europy
Przedstawicielstwo Regionalne Komisji Europejskiej wraz z Biurem Informacyjnym Parlamentu Europejskiego organizuje regularnie spotkania w ramach cyklu „Z Widokiem na Europę". To cykl wykładów i debat z aktywnym udziałem publiczności w formule otwartego salonu. Nazwa cyklu nawiązuje do wrocławskiego adresu Przedstawicielstwa Regionalnego Komisji Europejskiej, mieszczącego się przy ulicy Widok 10. Podczas debat „Z Widokiem na Europę” mieszkańcy Wrocławia mają możliwość spotkania postaci, które zajmują się bieżącymi zagadnieniami związanymi z szeroko pojętą integracją europejską.
Dodatkowo w Domu Europy funkcjonuje Punkt Informacyjny Unii Europejskiej, który organizuje wizyty młodzieży szkolnej oraz studentów w Domu Europy, w którym siedzibę mają wszystkie trzy instytucje. Młodzież ma możliwość poznania bliżej kompetencji instytucji unijnych oraz tematyki ich działalności. Uczniowie mogą nauczyć się zasad, według których funkcjonuje Unia, poznać proces podejmowania decyzji oraz wpływie Unii na prawo i życie w Polsce.

## Przedstawiciele
- 2011–2018 Natalia Szczucka[4]
- 2018- 2023 – Jacek Wasik[5]

## Siedziba
Przedstawicielstwo mieści się w Domu Europy, przy ul. Widok 10 we Wrocławiu.